# Ludzie w hotelu
Ludzie w hotelu (ang. Grand Hotel) – amerykański melodramat z 1932 roku.

## O filmie
Jest to adaptacja powieści Menschen im Hotel (Ludzie w hotelu) autorstwa Vicki Baum. Produkcja charakteryzowała się gwiazdorską obsadą - w głównych rolach pojawili się Greta Garbo, John Barrymore i Joan Crawford, będący wówczas w czołówce najpopularniejszych aktorów hollywoodzkich. Film wyreżyserował Edmund Goulding. Garbo, jako primabalerina Madame Grusinskaja (Gruszynskaja), wypowiada w filmie słowa: „I want to be alone” („Chcę być sama”). Tekst ten uznaje się dziś za legendarny - znalazł się on na 30. miejscu listy AFI’s 100 Years…100 Movie Quotes, zawierającej najlepsze cytaty filmowe według Amerykańskiego Instytutu Filmowego.
Greta Garbo i Joan Crawford nie pojawiają się razem w żadnej scenie, co było celowym zabiegiem reżysera. Aktorki nie przepadały za sobą i pracowały na planie w różnych godzinach. Dochodziło między nimi do wielokrotnych spięć. Crawford, poirytowana tym, że Garbo chce być lansowana jako główna gwiazda filmu, i wiedząc, że nienawidzi ona niepunktualności i Marleny Dietrich, celowo przychodziła na plan spóźniona i w przerwach między ujęciami słuchała płyt niemieckiej aktorki.
Obraz ten, dzięki wielkiej kampanii reklamowej, spotkał się z sukcesem komercyjnym i zebrał pozytywne recenzje. Został nagrodzony Oscarem dla najlepszego filmu roku.

## Obsada
- Greta Garbo - Grusinskaya
- John Barrymore - Felix von Geigern
- Joan Crawford - Flaemmchen
- Wallace Beery - Preysing
- Lionel Barrymore - Otto Kringelein
- Lewis Stone - doktor Otternschlag
- Jean Hersholt - Senf
- Ferdinand Gottschalk - Pimenov
- Rafaela Ottiano - Suzette
- Edwin Maxwell - doktor Waitz

## Oceny
| Źródło          | Ocena |
| --------------- | ----- |
| AllMovie        | [ 8 ] |
| Rotten Tomatoes | 86%   |